# Rasmus Rap
Rasmus Rap (originaltitel: Alfred J. Kwak) er en hollandsk tegnefilmsserie af Herman Van Veen om anden Rasmus, der mister sine forældre tidligt. En muldvarp tager sig af ham og opfostrer ham. Serien blev skabt i årene 1988-1991 og sendt i Danmark i midten af 1990'erne.
Serien blev til for at undervise små børn om de dårlige ting der er sket i verdenen, bl.a. 2. verdenskrig, men på en måde så børnene kunne forstå det og var interesserede. Serien havde derfor ofte nogle dystre temaer som kunne virke lidt skræmmende. Det handler også lidt om asyl, for Rasmus møder nemlig en hunand fra udlandet.